# Proslave procesija velikih struktura na ramenima
Proslave procesija velikih struktura na ramenima (talijanski: Rete delle grandi macchine a spalla) su katoličke proslave koje se održavaju po cijeloj Italiji, ali posebice u četiri povijesna gradska središta: 
| Slika | naziv                                         | vrijeme i mjesto održavanja                        | opis |
| ----- | --------------------------------------------- | -------------------------------------------------- | --- |
|       | Varia di Palmi                                | Posljednja nedjelja kolovoza, Palmi                | Varia di Palmi je središnja procesija struktura na ramenima u Kantabriji u čast Gospe od Svete Poslanice, zaštitnice grada. Varia (dijalekt za „lijes”) je ogromna konstrukcija koja predstavlja svemir i Uznesenje u nebo Djevice Marije; ima visinu od 16 metara i u procesiji ju nosi na ramenu 200 Mbuttaturi (nositelja), dan prije procesije Gospe od Poslanice s relikvijom „Svetog skalpa” (kosa Djevice Marije). |
|       | Macchina di Santa Rosa (Toranj sv. Roze)      | navečer 3. rujna, Viterbo                          | Stroj Santa Rose je toranj osvijetljen bakljama i električnim svjetiljkama od lakih metala i suvremenih materijala kao što je stakloplastika (koji su prije nekoliko godina zamijenili konstrukciju od željeza, drva i papir-mašea), visok oko trideset metara i težine od pet tona. Strukturu u procesiji na ramenima nosi stotinu ljudi poznatih kao Facchini Santa Rosa na udaljenost od tek nešto više od kilometra kroz ulice i trgove središta grada. Prijevoz simbolično obilježava prijenos tijela Svete Roze, koji se dogodio u Viterbu 1258. god. po nalogu pape Aleksandra IV., iz crkve Santa Maria Poggio do crkve Santa Maria delle Rose (sada svetište Svete Roze). |
|       | Festa dei Gigli (Festival sv. Paulina)        | Četvrtak prije i nedjelja poslije 22. lipnja, Nola | Festa dei Gigli slavi povratak u grad Svetog Paulina Poncija Meropia iz zatočeništva u rukama barbara, koji se dogodio u prvoj polovici 5. stoljeća. Legenda kaže da je grad pozdravio povratak biskupa cvijećem ljiljana, te se zbog toga u spomen na taj događaj u Noli održavaju povorke piramidalnih konstrukcija (cataletti) u obliku ljiljana ukrašenih svijećama koje na ramenima nose sami građani, uz mnogo pjesme i glazbe. |
|       | Faradda di li candareri (Silazak svijećnjaka) | Večer prije blagdana Velike Gospe, Sassari         | Sastoji se od plesne povorke velikih simboličnih drvenih stupova koji se s visinom sužavaju kao "svijećnjaci" (sasarski: candareri), koji se održava uz Corso Vittorio Emanuele II do Porta San Antonio i Francesco Vico sa završetkom kod crkve Santa Maria di Betlem. Procesiju prati Festha mana ("velika zabava") koja prema tradiciji proizlazi iz zavjeta Djevici Mariji koja je spasila grad od kuge. |

Kao izraz talijanske kulture ove procesije su upisane na UNESCO-ov popis nematerijalne svjetske baštine u Europi. Koordinacija i podjela zadataka u organizaciji zajedničkog projekta je temeljni dio proslava koje povezuju zajednice, učvršćuju samopoštovanje, suradnju i zajedništvo. Dijalog među nosačima koje povezuju ove proslave je također djelo razvoja mreže suradnje. Proslave zahtijevaju sudjelovanje brojnih glazbenika i pjevača, kao i vojske majstora koji proizvode konstrukcije, ritualnu odjeću i predmete. Festivalske zajednice se oslanjaju na neformalni prijenos ovih znanja i tehnika kako bi se svake godine ponovno napravile konstrukcije. Proces koji pomaže održanju i jačanju kulturnog identiteta zajednice.